# Red Hill
Red Hill es un borough ubicado en el condado de Montgomery en el estado estadounidense de Pensilvania. En el año 2000 tenía una población de 2,196 habitantes y una densidad poblacional de 1,176.1 personas por km².

## Geografía
El distrito tiene un área de 1,7 km{\displaystyle {}^{2}}. Está en las coordenadas geográficas 40°22′35″N 75°29′4″O / 40.37639, -75.48444.

## Demografía
El censo de 2000 daba 2.196 personas, 899 hogares, y 576 familias que residían en la ciudad. La densidad de población era de 3.046,0 personas por milla cuadrada (1.177,6/km{\displaystyle {}^{2}}). Había 944 viviendas con una densidad media de 506,2/km{\displaystyle {}^{2}}. La composición racial de la ciudad era: 97,81% blancos, 0,32% afroamericanos, 0,05% americanos nativos, 0,09% asiáticos, 0,05% de las islas del Pacífico, 0,32% de otras razas y 1,37% de dos o más razas. Hispanos de cualquier raza eran el 1,55% de la población.